# Morten Alstadsæther
Morten Alstadsæther est un karatéka norvégien qui a remporté un titre de vice-champion du monde aux championnats du monde de karaté 1990 ainsi que deux titres de champion d'Europe aux championnats d'Europe de karaté 1992 et 1993.

## Résultats
| Résultat | Date | Épreuve                   | Catégorie | Compétition                | Ville hôte                    |
| -------- | ---- | ------------------------- | --------- | -------------------------- | ----------------------------- |
| [ 1 ]    | 1990 | Kumite individuel - 80 kg | Seniors   | Championnats du monde 1990 | Mexico, au Mexique            |
| [ 2 ]    | 1992 | Kumite individuel - 80 kg | Seniors   | Championnats d'Europe 1992 | Bois-le-Duc, aux Pays-Bas     |
| [ 2 ]    | 1993 | Kumite individuel - 80 kg | Seniors   | Championnats d'Europe 1993 | Prague, en République tchèque |